# هینریچ برونسبرگ
هینریچ برونسبرگ (آلمانی: Hinrich Brunsberg;
زادهٔ ۱ ژانویهٔ ۱۳۵۰ – ۱ ژانویه ۱۴۲۸) معمار اهل آلمان بود.
کلیسای کاترین از او به عنوان استاد معماری ساختمان‌های کلیسا نام می‌برد.